# 乌糖
乌糖（日语：うーたん），优优宝贝译为叮当，是NHK教育頻道播出的儿童节目《躲猫猫！》中登场的人偶角色，2003年4月7日和第三代小姐姐“佳佳”一起出现在该节目中，直到2023年3月31日第七代小姐姐“小春”毕业为止。角色设计来自松井绫，由間宮久留美配音。除了主要场景的《乌糖和一起》之外，她也可能出现在歌曲环节、动漫和木偶戏场景中。特征是像沙锤一样的东西附着在头上。

## 性格与个性
生于“音乐之国”  ，住在“音乐之国”的“音乐之森”的精灵。第一人称是“乌糖”，年龄大约一岁半 。皮肤颜色为淡黄色。标志是头上的两个沙锤，上面有白色和黄色的梅花图案。她穿着橙色的衣服，衣服上有红色、黄色和绿色的纽扣，从上到下（类似红绿灯的颜色排列）。最喜欢的颜色是黄色。擅长捉迷藏，她的性格基本上总是开朗的。有时很顽皮，表现出淘气的一面。每次出现时，会说出台词“乌糖，精神满满！”）。
“乌糖”的由来是因为她喜欢唱歌 。
拥有传送和创造事物的能力。可以驾驶飞机、轮船和重型机械。
喜欢歌曲 ，当乌糖高兴的时候，会一边摇头一边喊着“乌……乌糖！”然后头上的沙锤会左右摇摆 。如果是毛绒玩具，则在里面有铃铛。最喜欢的食物是海苔卷和茶 。
前述是“音乐之国”的精灵，但是2007年（小琴时期）舞台是“森林之国”、2011年（小优时期）舞台是“太阳之国”、2015年（小雪时期）舞台是“游戏之国”，2019年（小春时期）又继续将舞台变更为“笑颜之国”后依然登场，是节目中登场时间最长的操纵人偶角色。

## 相关项目
- 躲猫猫！